# Benson (Oxfordshire)
Benson – wieś w Anglii, w hrabstwie Oxfordshire, w dystrykcie South Oxfordshire. Leży 18 km na południowy wschód od Oksfordu i 70 km na zachód od Londynu. W 2001 miejscowość liczyła 4464 mieszkańców.